# Mezinárodní interpretační soutěž Brno
Mezinárodní interpretační soutěž Brno patří společně s Pražským jarem k nejvýznamnějším interpretačním soutěžím v ČR. Koná se každoročně od roku 1996 v Brně.

## Obecné informace
Každý rok v září se soutěží v interpretaci na jeden z pěti hudebních nástrojů (lesní roh, varhany, kontrabas, bicí nástroje, tuba), které jsou soutěži zahrnuty. Tyto nástroje se pravidelně střídají v pětiletých cyklech.
Porota nejprve z nahrávek vybere uchazeče, kteří jsou následně pozváni do soutěže. První a druhé kolo je vylučovací, třetí kolo je finále. Ve finále musí soutěžící zahrát nejen sólový recitál, ale také koncert s komorním orchestrem. Všechna kola jsou přístupná publiku a obyčejně se konají v aule Hudební fakulty Janáčkovy akademie múzických umění. Závěrečný koncert vítězů je součástí hudebního festivalu Moravský podzim a koná se v Besedním domě (v sídle Filharmonie Brno). Sedmičlenná porota soutěže bývá složena z předních českých i zahraničních osobností v daném oboru.

## Významní porotci
- Lesní roh: James Gourlay (Velká Británie), Francis Orval (Belgie)
- Varhany: Susan Landale (Francie), Gillian Weir (Velká Británie), Helmut Deutsch (Německo)
- Kontrabas: David Heyes (Velká Británie), Stefan Schäfer (Německo), Reiner Zepperitz (Německo), Klaus Trumpf (Německo), Teppo Hauta Aho (Finsko), Lev Rakov (Rusko), Jiří Hudec (ČR)
- Tuba: James Gourlay (Velká Británie)

## Významní laureáti
- Varhany: Petr Čech (ČR), Radka Slaninová-Herichová (ČR), Pavel Svoboda (ČR), Anna Pikulska (Polsko)
- Lesní roh: Zoltán Szöke (Maďarsko), Pablo Lago Soto (Španělsko)
- Tuba: Sergio Finca Quiros (Španělsko), Carolyn Jantsch (USA)
- Kontrabas: Artem Chirkov (Rusko), Petr Ries (ČR), Roman Patkoló (Slovensko), Benedikt Hübner (Německo)